# Синдром Брунса
Синдром Брунса — возникает вследствие окклюзии ликворопроводящих путей на уровне IV желудочка — отверстия Мажанди или водопровода мозга. Возникает при наличии патологического процесса в полости IV желудочка — опухоли, цистицерка и др.
Проявляется интенсивной, резкой головной болью, головокружением, рвотой, тоническими судорогами, признаками бульбарного синдрома и нарушениями сердечной деятельности (брадикардия) и дыхания, бледностью кожи и вынужденным положением головы.
Описан в 1902 году немецким неврологом Людвигом Брунсом.